# Delirium (album Sedesu)
Delirium – album zespołu Sedes wydany w 1997 nakładem wytwórni Silverton.

## Lista utworów
Źródło:.
1. „Test” – 0:45
2. „Disco” – 3:30
3. „Schizofrenia” – 3:30
4. „Nie jest dobrze” – 3:35
5. „Kac” – 2:40
6. „Chory kraj” – 4:00
7. „Agent 64” – 2:25
8. „Wiosenny wiatr” – 2:35
9. „Klaudiusz” – 3:40
10. „Bałwan” – 2:55
11. „Lęki” – 2:50
12. „Moja dzielnica” – 3:45
13. „Zapomnij” – 4:00
14. „Kiedy miałem 9 lat" – 2:30

## Twórcy
- Jan Siepiela – śpiew i gitara basowa
- Wojciech Maciejewski – gitara
- Darek Wieczorek – perkusja